# Eutin
Eutin est une ville d'Allemagne située dans le Land du Schleswig-Holstein. Elle est la Kreisstadt (chef-lieu) du Kreis Ostholstein (arrondissement du Holstein de-l'Est).

## Histoire
| Appartenances historiques Principauté épiscopale de Lübeck 1180-1803 Duché d'Oldenbourg (Principauté de Lübeck) 1803-1811 Empire français (Bouches-de-l'Elbe) 1811-1814 Duché d'Oldenbourg (Principauté de Lübeck) 1814-1829 Grand-duché d'Oldenbourg (Principauté de Lübeck) 1829-1918 République de Weimar 1918-1933 Reich allemand 1933-1945 Allemagne occupée 1945-1949 Allemagne 1949-présent |

## Architecture et musées
- Château d'Eutin (Eutiner Schloss)

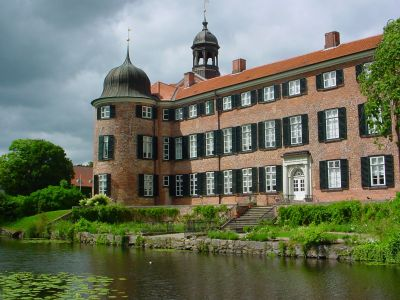
Le château d'Eutin.

- Église Saint-Michel (St.-Michaelis-Kirche)
- Musée du Holstein de l'Est (Ostholstein-Museum)
- Bibliothèque de l'État (Landesbibliothek)
- Bibliothèque du district (Kreisbibliothek)

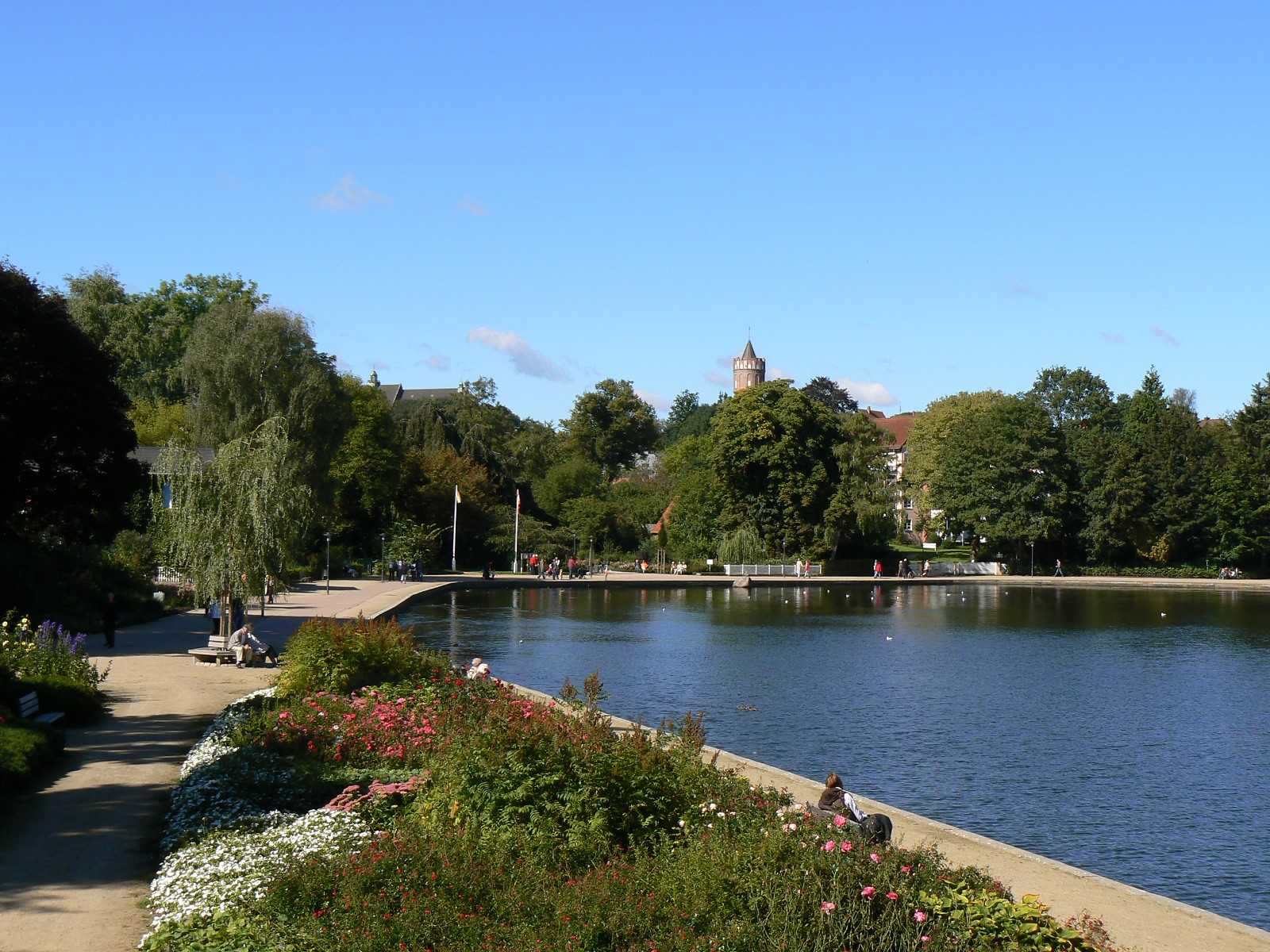
Le lac d'Eutin (Eutiner See).

## Jumelages
- Guldborgsund (Danemark)
- Putbus (Allemagne)
- Lawrence (États-Unis)

## Personnalités
Eutin est la ville natale de Carl Maria von Weber, musicien et cousin germain de Constance Weber, femme de Mozart.
- Adolphe-Frédéric de Mecklembourg (1873-1969)
- Stefan Vogenauer (1968-), juriste et historien allemand du droit.
- Christian Klees (1968-), champion olympique de tir.